# Henri Wynsdau
Henri ou Henry Wynsdau, né le 15 juin 1897 à Forest-lez-Bruxelles et mort le 3 septembre 1951 à Lausanne en Suisse,, est un coureur cycliste belge, naturalisé français en 1949.

## Biographie
En 1919, il est vice-champion de Belgique sur route amateur et l'année suivante, il remporte le titre. Au cours des années suivantes, il se concentre principalement sur le cyclisme sur piste, le demi-fond et les courses de six jours. En mars 1923, il participe aux six jours de New York avec son frère Théo comme partenaire. Il est engagé par Joe Chapman pour venir courir comme stayer aux États-Unis pour la saison 1926.
Il participe au total à sept courses de six jours, principalement en compagnie de son frère Théo.
En 1933, il devient champion de Belgique de demi-fond.
En 1934, Joe Fogler, qui dirige plusieurs pistes aux États-Unis, décide de faire venir, Henri Wynsdau, Francesco Malatesta et Avanti Martinetti pour une série de compétitions.
Après la seconde guerre mondiale, il tient un garage 81 boulevard de la République  à La Garenne-Colombes,.
En 1949, Il prend la nationalité française.

## Palmarès
- 1919
  - 2e Championnats de Belgique amateur sur route

- 1920
  -  Champion de Belgique sur amateur route

- 1922
  - Américaine de 100 km au Parc des Princes[9]
  - 3e des Six Jours de Bruxelles avec Theo
  - 3e des Six jours de Gand avec Theo

- 1924
  - 100 km derrière motos à Buffalo[10]
  - Champion d'hiver des étrangers en demi-fond
  - Prix Mathieu Cordang[11]

- 1925
  - Champion d'hiver de demi-fond au Palais des sports de Bruxelles[12]
  - Critérium de demi-fond des Etrangers au Vél' d'Hiv[13],[14]
  - 2e des championnats de Belgique de demi-fond[15]

- 1927
  - 3e des championnats de Belgique de demi-fond

- 1929
  - Roue d'Or de Genève
  - Roue d'Or de Bordeaux[16],[17]
  - Prix Georges Parent  à Bordeaux[16],[17]
  - Prix Thaddäus Robl au Vél'  d'Hiv
  - 3e des championnats de Belgique de demi-fond

- 1930
  - Roue d'Or de Bordeaux[16],[17]
- 1931
  - 3e du Grand Prix de Bordeaux de demi-fond
- 1933
  -  Champion de Belgique de demi-fond
- 1935
  - 2e des championnats de Belgique de demi-fond[18]